# Delivery (chanson)
Pour les articles homonymes, voir Delivery.
Albums de Babyshambles
The Blinding EP Oh What a Lovely Tour
Singles de Babyshambles
Janie Jones
(2006) You Talk
(2007)
Pistes de Shotter's Nation
Carry On Up the Morning You Talk
Delivery est une chanson du groupe anglais Babyshambles. C'est le second morceau du deuxième album du groupe appelé Shotter's Nation. La chanson apparaît pour la première fois sous la forme d'une démo (elle était donnée gratuitement sur internet).
Cette chanson est sortie en tant que single le 17 septembre 2007 chez EMI.
Pete Doherty a conçu la pochette pour ce single.
Le Q (magazine) a nommé Delivery no 1 sur les 50 chansons essentielles (Q50) du mois de septembre.
Delivery a été également élue The Track Of The Week par le NME avec Pete Doherty sur la couverture du mois d'août 2007.

## Liste des titres
- Maxi CD CDRS 6747[2]

1. Delivery
2. Stone Me
3. I Wish (Mik's Vocal Version)
4. Delivery (vidéo)

- CD CDR 6747[3]

1. Delivery
2. A Day Out In New Brighton

- 7″ R 6747[4]

1. Delivery
2. Torn

## Chart performance
| Chart (2007)          | Meilleure position |
| --------------------- | ------------------ |
| UK Singles Chart      | 6                  |
| French Singles Chart  | 84                 |
| Irish Singles Chart   | 42                 |
| Swedish Singles Chart | 52                 |